# Dalsmynni
Dalsmynni är en dal på norra Island, i regionen Norðurland eystra. Dalen förbinder Eyjafjörður med Fnjóskadalur. Dalsmynni ligger nordväst om Fnjóskadalur och ån Fnjóská rinner genom dalen ner till havet. Laviner är vanliga i Dalsmynni. På dalens båda sidor finns berg på 800–1000 meter över havet.
Dalsmynnis sluttningar är bevuxna med buskar och delvis även med skog. Skuggabjargaskógur är en skog på södra sidan av dalen. Det är en av de största ursprungliga björkskogarna i landet. På östra sidan av skogen har nyplantering skett, främst lärk och tall.